# 法政大学スポーツ研究センター
法政大学スポーツ研究センター（ほうせいだいがくスポーツけんきゅうセンター）は、1976年に設立された法政大学の付属研究機関。

## 概要
法政大学スポーツ研究センターは、保健体育を専任とする教員が正課体育の域を超え、体育・スポーツ・健康に関する調査・研究を行うことを目的として、1976年に設立された研究機関である。発足した当初は、法政大学体育研究センターの名称であったが、2002年の体育・スポーツ研究センターへの改称を経て、2013年より、現在の名前となった。
本研究センターにおいては、各学部教授会から選任された保健体育専任教員が中心となり、これに保健体育担当理事、保健体育部長などが加わり、運営委員会が運営されている。また、市ヶ谷キャンパス、多摩キャンパス、小金井キャンパス、それぞれにトレーニング・ルームを配置し、実技指導の調査・研究を行う傍ら学部生、大学院生、教職員に対してトレーニング指導などを実施している。
本研究センターの主要な事業は、本学学生、大学院生、教職員の健康維持及びその増進のための指導や助言である。発足当時は、文部科学省の統計において高校生・大学生の体力・運動能力が極めて劣っているとの報告があり、公害問題などの社会的情勢も重なって、ストレスが社会問題となっていた時期であった。加えて、正課・課外体育における実技指導者の養成も重要な事業の一つとして位置づけている。これは、スポーツの技量に関して国際的水準に到達した優れた者のなかで、指導者としての資質と後進の指導に熱意を抱く者を将来のスポーツ科学分野におけるリーダーへと育成することを目的としたものである。そのほかにも、紀要の発行、スポーツに関する公開講座の実施、スポーツ科学・体力向上の調査研究、特別クラスの体育実技授業、行政・NPOや企業とのコラボレーション、地域社会のスポーツ振興などに取り組んでいる。

## 沿革
- 1975年（昭和50年） - 市ヶ谷キャンパスの市ヶ谷総合体育館竣工
- 1976年（昭和51年） - 法政大学体育研究センター（現・スポーツ研究センター）創設
- 1977年（昭和52年） - 工学部トレーニング場開設
- 1978年（昭和53年） - 『法政大学体育研究センター紀要』創刊
- 1984年（昭和59年） - 第一回公開講座「ウエイトコントロール」開催
- 1985年（昭和60年） - 多摩総合体育館トレーニング場開設
- 1992年（平成4年） - 専任トレーナー制廃止

## 刊行物
- 法政大学スポーツ研究センター紀要（2014－）
- 法政大学体育・スポーツ研究センター紀要（2003－2013）
- 法政大学体育研究センター紀要（1978-2002）

## 所在地
〒194-0298　東京都町田市相原町4342（法政大学 多摩キャンパス内 総合体育館）